# Karl Aage Hansen
Karl Aage Hansen (Mesinge, 4 de julho de 1921 - 23 de novembro de 1990) foi um futebolista dinamarquês, medalhista olímpico. 

## Carreira
Karl Aage Hansen fez parte do elenco medalha de bronze, nos Jogos Olímpicos de 1948. Jogando pela Juventus, foi vice-campeão mundial em 1951, na Copa Rio Internacional.

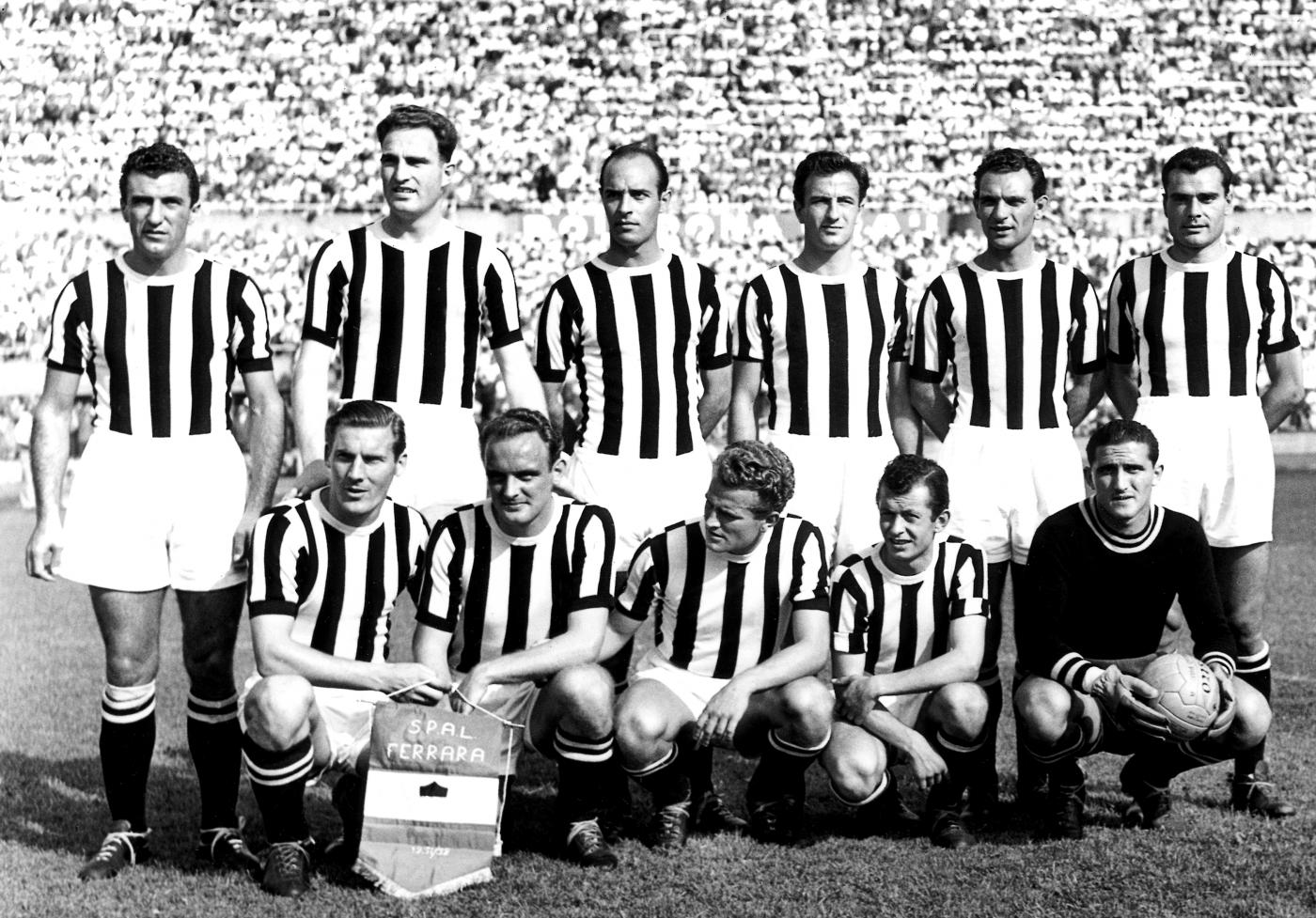
Equipe de 1951-52

## Ligações Externas
- Perfil olímpico